# 宦者三
武仙座60，又名BD+12 3142，HD 154494、SAO 102584、HR 6355，是武仙座的一颗恒星，视星等为4.91，位于銀經32.78，銀緯29.22，其B1900.0坐标为赤經17h 0m 44.4s，赤緯+12° 29.22′ 41″。